# Kanuslalom-Europameisterschaften 2025
Die Kanuslalom-Europameisterschaften 2025 wurden vom 14. bis 18. Mai in Vaires-sur-Marne ausgetragen. Austragungsort der Wettkämpfe war das Stade d’eau vive Vaires-sur-Marne, wo bereits die Kanuslalom-Wettkämpfe während den Olympischen Sommerspielen 2024 stattfanden.

## Ergebnisse

### Männer
| Disziplin         | Gold                                              | Silber                                                     | Bronze                                                |
| ----------------- | ------------------------------------------------- | ---------------------------------------------------------- | ----------------------------------------------------- |
| C1                | Miquel Travé                                      | Nicolas Gestin                                             | Žiga Lin Hočevar                                      |
| C1 Team           | GroßbritannienAdam Burgess Ryan Westley Luc Royle | SlowenienLuka Božič Žiga Lin Hočevar Benjamin Savšek       | SlowakeiMatej Beňuš Marko Mirgorodský Michal Martikán |
| K1                | Jiří Prskavec                                     | Titouan Castryck                                           | Martin Srabotnik                                      |
| K1 Team           | DeutschlandNoah Hegge Stefan Hengst Hannes Aigner | FrankreichTitouan Castryck Benjamin Renia Anatole Delassus | SpanienPau Echaniz Miquel Travé David Llorente        |
| Kajakcross Einzel | Gabriel De Coster                                 | Mathurin Madoré                                            | Benjamin Renia                                        |
| Kajakcross        | Jakub Krejčí                                      | Benjamin Renia                                             | Sam Leaver                                            |

### Frauen
| Disziplin         | Gold                                                           | Silber                                               | Bronze                                                    |
| ----------------- | -------------------------------------------------------------- | ---------------------------------------------------- | --------------------------------------------------------- |
| C1                | Mònica Dòria Vilarrubla                                        | Laurène Roisin                                       | Doriane Delassus                                          |
| C1 Team           | TschechienGabriela Satková Martina Satková Adriana Morenová    | FrankreichAngèle Hug Laurène Roisin Doriane Delassus | ItalienElena Borghi Marta Bertoncelli Elena Micozzi       |
| K1                | Ricarda Funk                                                   | Gabriela Satková                                     | Zuzana Paňková                                            |
| K1 Team           | TschechienGabriela Satková Lucie Nesnídalová Antonie Galušková | SpanienMaialen Chourraut Laia Sorribes Leire Goñi    | GroßbritannienKimberley Woods Lois Leaver Nikita Setchell |
| Kajakcross Einzel | Camille Prigent                                                | Angèle Hug                                           | Kimberley Woods                                           |
| Kajakcross        | Camille Prigent                                                | Emma Vuitton                                         | Olga Samková                                              |

## Medaillenspiegel
| Platz  | Land           | Gold | Silber | Bronze | Gesamt |
| ------ | -------------- | ---- | ------ | ------ | ------ |
| 1      | Tschechien     | 4    | 1      | 1      | 6      |
| 2      | Frankreich     | 2    | 9      | 2      | 13     |
| 3      | Deutschland    | 2    | –      | –      | 2      |
| 4      | Spanien        | 1    | 1      | 1      | 3      |
| 5      | Großbritannien | 1    | –      | 3      | 4      |
| 6      | Andorra        | 1    | –      | –      | 1      |
| 6      | Belgien        | 1    | –      | –      | 1      |
| 8      | Slowenien      | –    | 1      | 2      | 3      |
| 9      | Slowakei       | –    | –      | 2      | 2      |
| 10     | Italien        | –    | –      | 1      | 1      |
| Gesamt | Gesamt         | 12   | 12     | 12     | 36     |